# Сафроновский (Челябинская область)
Сафроновский — посёлок в Верхнеуральском районе Челябинской области России. Входит в состав Форштадтского сельского поселения.

## История
В 1963 г. решением исполнительного комитета Челябинского (сельского) областного совета депутатов трудящихся зарегистрирован населенный пункт при 4-й ферме совхоза «Красный Октябрь» посёлок Сафроновский.

## Население
| 2002 | 2010 |
| ---- | ---- |
| 281  | ↘203 |